# 京都市立音羽中学校
京都市立音羽中学校（きょうとしりつ おとわちゅうがっこう）は、京都府京都市山科区にある公立中学校。通称音中 (おとちゅう) 。

## 沿革
- 1965年（昭和40年）5月26日 - 京都市立山科中学校分教室として発足
- 1966年（昭和41年）4月5日 - 山科中学校音羽分校として発足
- 1967年（昭和42年）4月6日 - 音羽中学校開校式
- 1969年（昭和44年）3月7日 - 校歌制定発表会
- 1980年（昭和55年）4月1日 - 現在地（大塚野溝町86）に新築移転する。これまで音羽中学校だったところには京都市立音羽川小学校が開校[1]

## 部活動
- 体育系
  - バレー(女)
  - ソフトテニス(男・女)
  - サッカー(男)
  - バスケット(男・女)
  - 卓球(男・女)
  - 剣道(男・女)
  - 柔道(男・女)
  - 野球(男)
  - ソフトボール(女)
  - 吹奏楽部
  - ラグビー(男・女)
- 文化系
  - 家庭科部
  - 演劇部
  - 理科部
  - 美術部
  - レクレーション部

## アクセス
- 京都市営地下鉄東西線東野駅から徒歩約25分
- 京阪バス「大塚野溝町」停留所より徒歩約5分
- 名神高速道路京都東インターチェンジよりすぐ

## 卒業生
- 木戸脇真也 - 元プロテニス選手
- 中島知子（オセロ）- お笑い芸人・女優
- 細見直樹 - 元プロ野球・東京ヤクルトスワローズ捕手[2]
- まもる（もも）- お笑い芸人